# Josep Brugada
Josep Brugada Terradellas (* 1958 in Banyoles) ist ein spanischer Kardiologe. Zusammen mit seinem Bruder Pedro Brugada ist er einer der Namensgeber des Brugada-Syndroms (auch Brugada-Brugada-Syndrom), einer seltenen und meist vererbten Ionenkanalerkrankung des Herzens, die bei scheinbar völlig herzgesunden Menschen zum plötzlichen Herztod meist im frühen Erwachsenenalter führen kann.

## Biografie
Josep Brugada Terradellas wurde als drittes von vier Kindern von Ramon Brugada (1925–1999) und Pepita Terradellas, in Spanien geboren. Er studierte bis 1982 an der Universität Barcelona Medizin, 1987 folgte die Promotion. Nach einem Aufenthalt an der Universität Montpellier war er von 1988 bis 1991 war er als Professor an der Abteilung für Physiologie der Universität Limburg (Maastricht)  tätig. 1997 wurde Brugada Associate professor an der Universität Barcelona, seit 2009 ist er Professor. Von 2007 bis 2009 war er Präsident der European Heart Rhythm Association der European Society of Cardiology.

## Brugada-Syndrom
1992 beschrieben die seinerzeit in Belgien tätigen Brüder Pedro und Josep Brugada acht Patienten, die nach einem Herzstillstand erfolgreich wiederbelebt worden waren und alle im EKG eine besondere Form des Rechtsschenkelblocks, ansonsten aber keinerlei Zeichen einer organischen Herzkrankheit aufwiesen.